# Elecciones de consejeros regionales de Chile de 2021
Las elecciones de consejeros regionales de Chile de 2021 se realizaron el 21 de noviembre de dicho año, en conjunto con la elección presidencial y las elecciones de diputados y senadores. En esta ocasión fueron elegidos, en votación directa, los 302 miembros de los dieciséis consejos regionales existentes en el país.
Fue la última oportunidad en que los consejeros regionales fueron elegidos junto a las elecciones presidencial y parlamentarias, pues a partir de la siguiente elección, prevista para octubre de 2024, serán elegidos en conjunto con los alcaldes, concejales y gobernadores regionales, siendo la primera elección de estos últimos en abril de 2021. Por ello, el periodo de los consejeros regionales elegidos en 2021 durará poco menos de tres años, entre el 11 de marzo de 2022 y el 6 de enero de 2025.

## División electoral
Los consejeros regionales se eligieron mediante circunscripciones provinciales. Cada provincia constituye al menos una circunscripción. Cinco provincias se subdividen en más circunscripciones, existiendo en total sesenta y seis circunscripciones provinciales:
- La provincia de Valparaíso (Región de Valparaíso) se dividió en dos circunscripciones provinciales: la primera constituida por las comunas de Puchuncaví, Quintero, Concón y Viña del Mar; y la segunda constituida por las comunas de Juan Fernández, Valparaíso y Casablanca.
- La provincia de Santiago (Región Metropolitana de Santiago) se dividió en seis circunscripciones provinciales: la primera constituida por las comunas de Pudahuel, Quilicura, Conchalí, Huechuraba y Renca; la segunda constituida por las comunas de Independencia, Recoleta, Santiago, Quinta Normal, Cerro Navia y Lo Prado; la tercera constituida por las comunas de Maipú, Cerrillos y Estación Central; la cuarta constituida por las comunas de Ñuñoa, Providencia, Las Condes, Vitacura, Lo Barnechea y La Reina; la quinta constituida por las comunas de Peñalolén, La Granja, Macul, San Joaquín y La Florida; y la sexta constituida por las comunas de El Bosque, La Cisterna, San Ramón, Lo Espejo, Pedro Aguirre Cerda, San Miguel y La Pintana.[3]
- La provincia de Cachapoal (Región del Libertador General Bernardo O'Higgins) se dividió en dos circunscripciones provinciales: la primera constituida por la comuna de Rancagua y la segunda constituida por las comunas de Mostazal, Graneros, Codegua, Machalí, Olivar, Doñihue, Coltauco, Las Cabras, Peumo, Coínco, Malloa, Quinta de Tilcoco, Rengo, Requínoa, Pichidegua y San Vicente.
- La provincia de Concepción (Región del Biobío) se dividió en tres circunscripciones provinciales: la primera constituida por las comunas de Tomé, Penco, Hualpén y Talcahuano; la segunda constituida por las comunas de Chiguayante, Concepción y Florida; y la tercera constituida por las comunas de San Pedro de la Paz, Coronel, Lota, Hualqui y Santa Juana.
- La provincia de Cautín (Región de la Araucanía) se dividió en dos circunscripciones provinciales: la primera constituida por las comunas de Temuco y Padre Las Casas; y la segunda constituida por las comunas de Galvarino, Lautaro, Perquenco, Vilcún, Melipeuco, Carahue, Cholchol, Freire, Nueva Imperial, Pitrufquén, Saavedra, Teodoro Schmidt, Cunco, Curarrehue, Gorbea, Loncoche, Pucón, Toltén y Villarrica.

El número de consejeros a elegir por cada circunscripción provincial estuvo distribuido de la siguiente forma:
| Región             | Circunscripción provincial | Población (2017) | Número de consejeros |
| ------------------ | -------------------------- | ---------------- | -------------------- |
| Arica y Parinacota | Arica                      | 222 619          | 11                   |
| Arica y Parinacota | Parinacota                 | 3449             | 3                    |
| Tarapacá           | Iquique                    | 299 843          | 11                   |
| Tarapacá           | Tamarugal                  | 30 715           | 3                    |
| Antofagasta        | Antofagasta                | 398 843          | 8                    |
| Antofagasta        | El Loa                     | 177 048          | 5                    |
| Antofagasta        | Tocopilla                  | 31 643           | 3                    |
| Atacama            | Chañaral                   | 26 144           | 2                    |
| Atacama            | Copiapó                    | 185 618          | 8                    |
| Atacama            | Huasco                     | 74 406           | 4                    |
| Coquimbo           | Choapa                     | 90 670           | 4                    |
| Coquimbo           | Elqui                      | 496 337          | 8                    |
| Coquimbo           | Limarí                     | 170 579          | 4                    |
| Valparaíso         | Isla de Pascua             | 7750             | 2                    |
| Valparaíso         | Los Andes                  | 110 602          | 2                    |
| Valparaíso         | Marga Marga                | 341 893          | 4                    |
| Valparaíso         | Petorca                    | 78 299           | 2                    |
| Valparaíso         | Quillota                   | 203 277          | 3                    |
| Valparaíso         | San Antonio                | 168 046          | 3                    |
| Valparaíso         | San Felipe                 | 154 718          | 3                    |
| Valparaíso         | Valparaíso I (Norte)       | 426 869          | 5                    |
| Valparaíso         | Valparaíso II (Sur)        | 324 448          | 4                    |
| Metropolitana      | Chacabuco                  | 267 553          | 2                    |
| Metropolitana      | Cordillera                 | 612 816          | 3                    |
| Metropolitana      | Maipo                      | 496 078          | 3                    |
| Metropolitana      | Melipilla                  | 185 966          | 2                    |
| Metropolitana      | Santiago I (Norponiente)   | 813 480          | 3                    |
| Metropolitana      | Santiago II (Centro)       | 1 001 594        | 4                    |
| Metropolitana      | Santiago III (Poniente)    | 749 500          | 3                    |
| Metropolitana      | Santiago IV (Nororiente)   | 929 158          | 4                    |
| Metropolitana      | Santiago V (Suroriente)    | 936 112          | 4                    |
| Metropolitana      | Santiago VI (Sur)          | 820 791          | 4                    |
| Metropolitana      | Talagante                  | 299 830          | 2                    |
| O'Higgins          | Cachapoal I (Rancagua)     | 241 774          | 5                    |
| O'Higgins          | Cachapoal II               | 404 359          | 8                    |
| O'Higgins          | Cardenal Caro              | 45 866           | 2                    |
| O'Higgins          | Colchagua                  | 222 566          | 5                    |
| Maule              | Cauquenes                  | 56 940           | 2                    |
| Maule              | Curicó                     | 288 880          | 6                    |
| Maule              | Linares                    | 286 361          | 5                    |
| Maule              | Talca                      | 412 769          | 7                    |
| Ñuble              | Diguillín                  | 319 809          | 8                    |
| Ñuble              | Itata                      | 53 832           | 4                    |
| Ñuble              | Punilla                    | 106 968          | 4                    |
| Biobío             | Arauco                     | 166 087          | 4                    |
| Biobío             | Biobío                     | 395 060          | 6                    |
| Biobío             | Concepción I (Norte)       | 345 835          | 6                    |
| Biobío             | Concepción II (Centro)     | 320 136          | 6                    |
| Biobío             | Concepción III (Sur)       | 329 687          | 6                    |
| Araucanía          | Cautín I (Centro)          | 358 541          | 7                    |
| Araucanía          | Cautín II                  | 393 559          | 8                    |
| Araucanía          | Malleco                    | 205 124          | 5                    |
| Los Ríos           | Ranco                      | 93 969           | 5                    |
| Los Ríos           | Valdivia                   | 290 871          | 9                    |
| Los Lagos          | Chiloé                     | 168 185          | 4                    |
| Los Lagos          | Llanquihue                 | 408 052          | 8                    |
| Los Lagos          | Osorno                     | 234 122          | 6                    |
| Los Lagos          | Palena                     | 18 349           | 2                    |
| Aysén              | Aysén                      | 32 319           | 4                    |
| Aysén              | Capitán Prat               | 4638             | 2                    |
| Aysén              | Coyhaique                  | 58 670           | 6                    |
| Aysén              | General Carrera            | 7531             | 2                    |
| Magallanes         | Antártica Chilena          | 2201             | 2                    |
| Magallanes         | Magallanes                 | 133 282          | 7                    |
| Magallanes         | Tierra del Fuego           | 8364             | 2                    |
| Magallanes         | Última Esperanza           | 22 686           | 3                    |
| Total              | 66 circunscripciones       | 17 574 003       | 302                  |

## Listas y partidos
Dado que la normativa electoral exige que los partidos o pactos que inscriban primarias de candidatos a gobernadores regionales formalicen en la misma ocasión las listas que presentarán para las elecciones de consejeros regionales, los cuatro pactos que organizaron primarias de gobernadores (Ecologistas e Independientes, Frente Amplio, Chile Vamos y Unidad Constituyente) formalizaron sus listas de COREs. En el caso de Chile Vamos, se presentó una lista para cada partido de la coalición (RN, UDI, Evópoli y PRI) más independientes. Unidad Constituyente presentó tres listas: Unidad Constituyente (PS, PPD e independientes), Democracia Ciudadana (PDC, Ciudadanos e independientes) y Cambio Radical Progresista (PR, PRO e independientes).
El 6 de agosto fueron inscritos los pactos de los partidos Republicano y Conservador Cristiano, cada uno de los cuales fueron en una lista propia sumando a candidaturas independientes. El 16 de agosto fue inscrito el pacto «Humanicemos Chile», conformado por el Partido Humanista e independientes, mientras que el 19 de agosto fueron formalizados los pacto «Independientes Unidos», compuesto por Centro Unido y el Partido Nacional Ciudadano, y «Regionalistas Verdes e Independientes» conformado por la Federación Regionalista Verde Social. El 20 de agosto fueron declaradas las candidaturas del partido Nuevo Tiempo, el que concurre en solitario.
El 23 de agosto, último día para formalizar pactos y declarar candidaturas, fue inscrita la lista «Por un Chile Digno», compuesta por los partidos Comunista e Igualdad. También fue inscrita la lista «Frente por la Unidad de la Clase Trabajadora», compuesta por el Partido de Trabajadores Revolucionarios y las listas de los partidos de la Gente y Unión Patriótica.

### Pactos inscritos
El 23 de septiembre se realizó el sorteo del orden de las listas en la papeleta de votación:
| Pacto                                              | Partido                                      |
| -------------------------------------------------- | -------------------------------------------- |
| AB. Partido de la Gente                            | Partido de la Gente                          |
| AC. Ecologistas e Independientes                   | Partido Ecologista Verde                     |
| AD. Chile Vamos UDI-Independientes                 | Unión Demócrata Independiente                |
| AF. Humanicemos Chile                              | Partido Humanista                            |
| AG. Unidad Constituyente                           | Partido Socialista                           |
| AG. Unidad Constituyente                           | Partido por la Democracia                    |
| AI. Chile Vamos PRI-Independientes                 | Partido Regionalista Independiente Demócrata |
| AJ. Democracia Ciudadana                           | Partido Demócrata Cristiano                  |
| AJ. Democracia Ciudadana                           | Ciudadanos                                   |
| AK. Frente por la Unidad de la Clase Trabajadora   | Partido de Trabajadores Revolucionarios      |
| AM. Unión Patriótica                               | Unión Patriótica                             |
| AO. Por un Chile Digno                             | Partido Comunista                            |
| AO. Por un Chile Digno                             | Partido Igualdad                             |
| AQ. Chile Vamos Evópoli-Independientes             | Evolución Política                           |
| AS. Cambio Radical Progresista                     | Partido Radical                              |
| AS. Cambio Radical Progresista                     | Partido Progresista                          |
| AT. Nuevo Tiempo                                   | Nuevo Tiempo                                 |
| AU. Chile Vamos RN-Independientes                  | Renovación Nacional                          |
| AV. Frente Amplio                                  | Revolución Democrática                       |
| AV. Frente Amplio                                  | Comunes                                      |
| AV. Frente Amplio                                  | Convergencia Social                          |
| AV. Frente Amplio                                  | Partido Liberal                              |
| AW. Independientes Unidos                          | Centro Unido                                 |
| AW. Independientes Unidos                          | Partido Nacional Ciudadano                   |
| AX. Regionalistas Verdes e Independientes          | Federación Regionalista Verde Social         |
| AZ. Partido Conservador Cristiano e Independientes | Partido Conservador Cristiano                |
| BD. Republicanos e Independientes                  | Partido Republicano                          |

## Elecciones por región[15]
- Región de Arica y Parinacota
- Región de Tarapacá
- Región de Antofagasta
- Región de Atacama
- Región de Coquimbo
- Región de Valparaíso
- Región Metropolitana de Santiago
- Región de O'Higgins
- Región del Maule
- Región de Ñuble
- Región del Biobío
- Región de la Araucanía
- Región de Los Ríos
- Región de Los Lagos
- Región de Aysén
- Región de Magallanes

## Resultados
| Pacto/partido                                                    | Votos     | %       | Candidatos | Escaños |
| ---------------------------------------------------------------- | --------- | ------- | ---------- | ------- |
| Partido de la Gente                                              | 474 271   | 7,73%   | 195        | 22      |
| Ecologistas e Independientes                                     | 315 822   | 5,15%   | 96         | 6       |
| Chile Vamos UDI - independientes                                 | 680 571   | 11,09%  | 263        | 43      |
| Humanicemos Chile                                                | 106 762   | 1,74%   | 112        | 0       |
| Unidad Constituyente                                             | 592 847   | 9,66%   | 273        | 42      |
| PS e independientes                                              | 358 352   | 5,84%   | 142        | 23      |
| PPD e independientes                                             | 234 495   | 3,82%   | 131        | 19      |
| Chile Vamos - PRI e independientes                               | 144 057   | 2,35%   | 147        | 3       |
| Democracia Ciudadana                                             | 520 307   | 8,48%   | 262        | 36      |
| Partido Demócrata Cristiano e independientes                     | 490 165   | 7,99%   | 242        | 36      |
| Ciudadanos e independientes                                      | 30 142    | 0,49%   | 20         | 0       |
| Frente por la Unidad de la Clase Trabajadora                     | 36 610    | 0,60%   | 15         | 0       |
| Unión Patriótica                                                 | 41 381    | 0,67%   | 35         | 0       |
| Por un Chile Digno                                               | 550 478   | 8,97%   | 245        | 24      |
| Partido Comunista e independientes                               | 448 266   | 7,30%   | 182        | 21      |
| Igualdad para Chile                                              | 102 212   | 1,67%   | 63         | 3       |
| Chile Vamos Evópoli - independientes                             | 274 270   | 4,47%   | 194        | 11      |
| Cambio Radical Progresista                                       | 254 610   | 4,15%   | 232        | 12      |
| PR e independientes                                              | 173 913   | 2,83%   | 156        | 11      |
| PRO e independientes                                             | 80 697    | 1.31%   | 76         | 1       |
| Nuevo Tiempo                                                     | 1150      | 0,02%   | 3          | 0       |
| Chile Vamos Renovación Nacional - independientes                 | 703 144   | 11,46%  | 275        | 53      |
| Frente Amplio                                                    | 572 132   | 9,32%   | 204        | 25      |
| Convergencia Social e independientes                             | 217 190   | 3,54%   | 58         | 10      |
| Revolución Democrática e independientes                          | 250 348   | 4,08%   | 88         | 12      |
| Partido Liberal e independientes                                 | 9400      | 0,15%   | 9          | 0       |
| Comunes e independientes                                         | 95 194    | 1,55%   | 49         | 3       |
| Independientes Unidos                                            | 79 214    | 1,29%   | 52         | 0       |
| Regionalistas Verdes e Independientes                            | 232 258   | 3,78%   | 173        | 7       |
| Partido Conservador Cristiano e Independientes                   | 21 311    | 0,35%   | 21         | 0       |
| Republicanos e Independientes                                    | 470 652   | 7,67%   | 178        | 15      |
| Candidaturas independientes                                      | 65 339    | 1,06%   | 16         | 3       |
| Votos válidamente emitidos                                       | 6 137 186 | 100,00% | 2991       | 302     |
| Votos nulos                                                      | 382 069   | 5,41%   |            |         |
| Votos en blanco                                                  | 544 049   | 7,72%   |            |         |
| Total de votos emitidos                                          | 7 063 304 | 100,00% |            |         |
| Fuente: Servicio Electoral de Chile, 99,99% de mesas escrutadas. |           |         |            |         |